# Herzogenhorn
Herzogenhorn – szczyt w pasmie Schwarzwaldu. Leży w południowo-zachodniej części Niemiec, w kraju związkowym Badenia-Wirtembergia. Wysokość 1415 m n.p.m. Na południowych stokach góry znajduje się schronisko Krunkelbachhütte. Herzogenhorn jest ośrodkiem narciarskim.

## Galeria

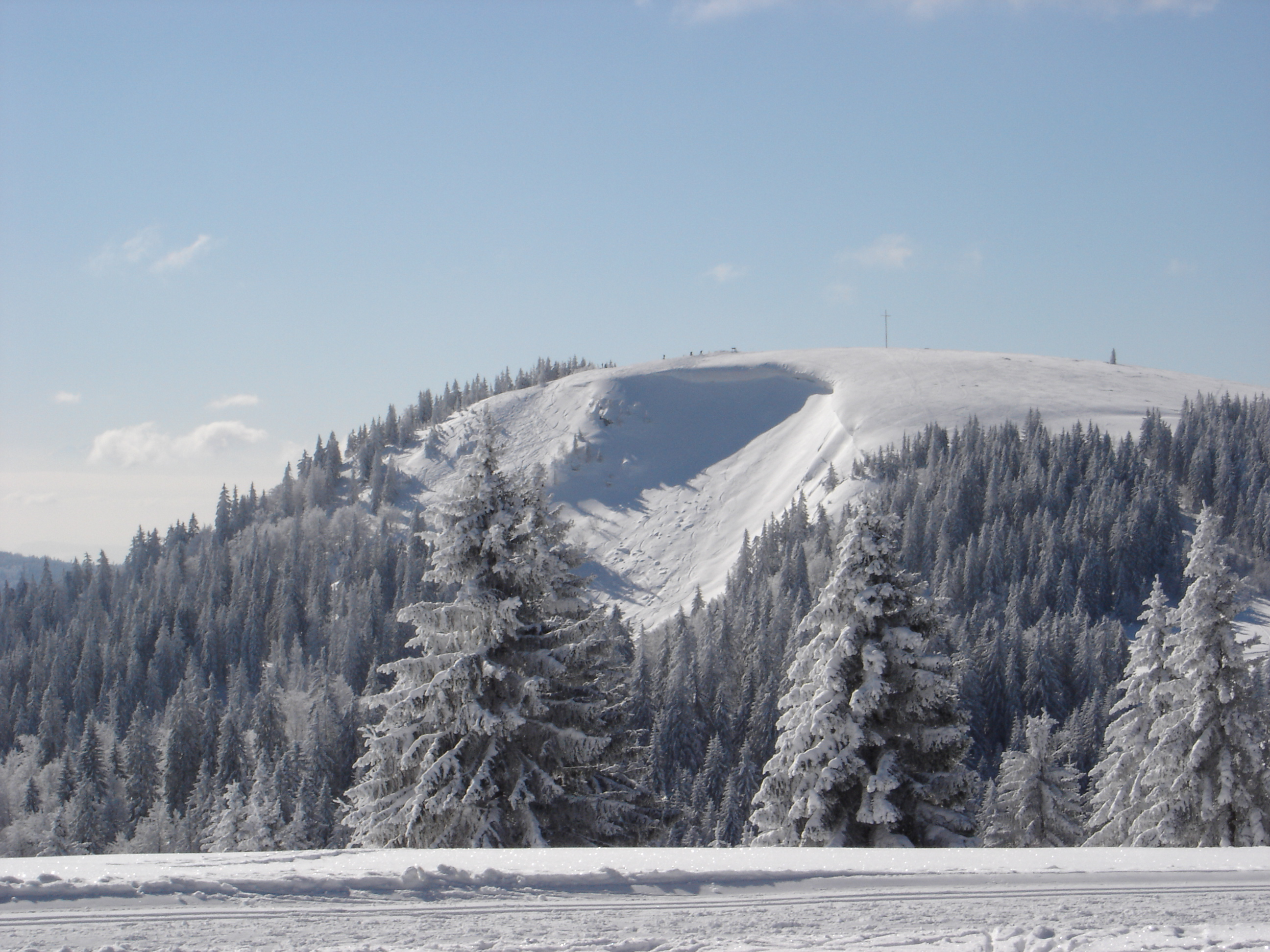
Herzogenhorn zimą
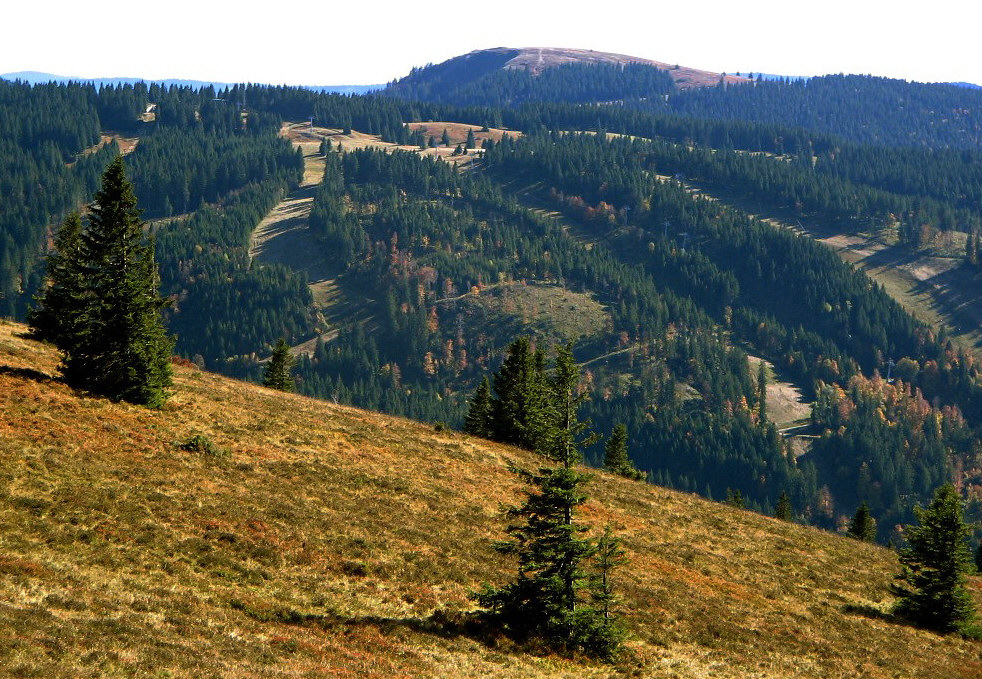
Widok na szczyt z Feldbergu
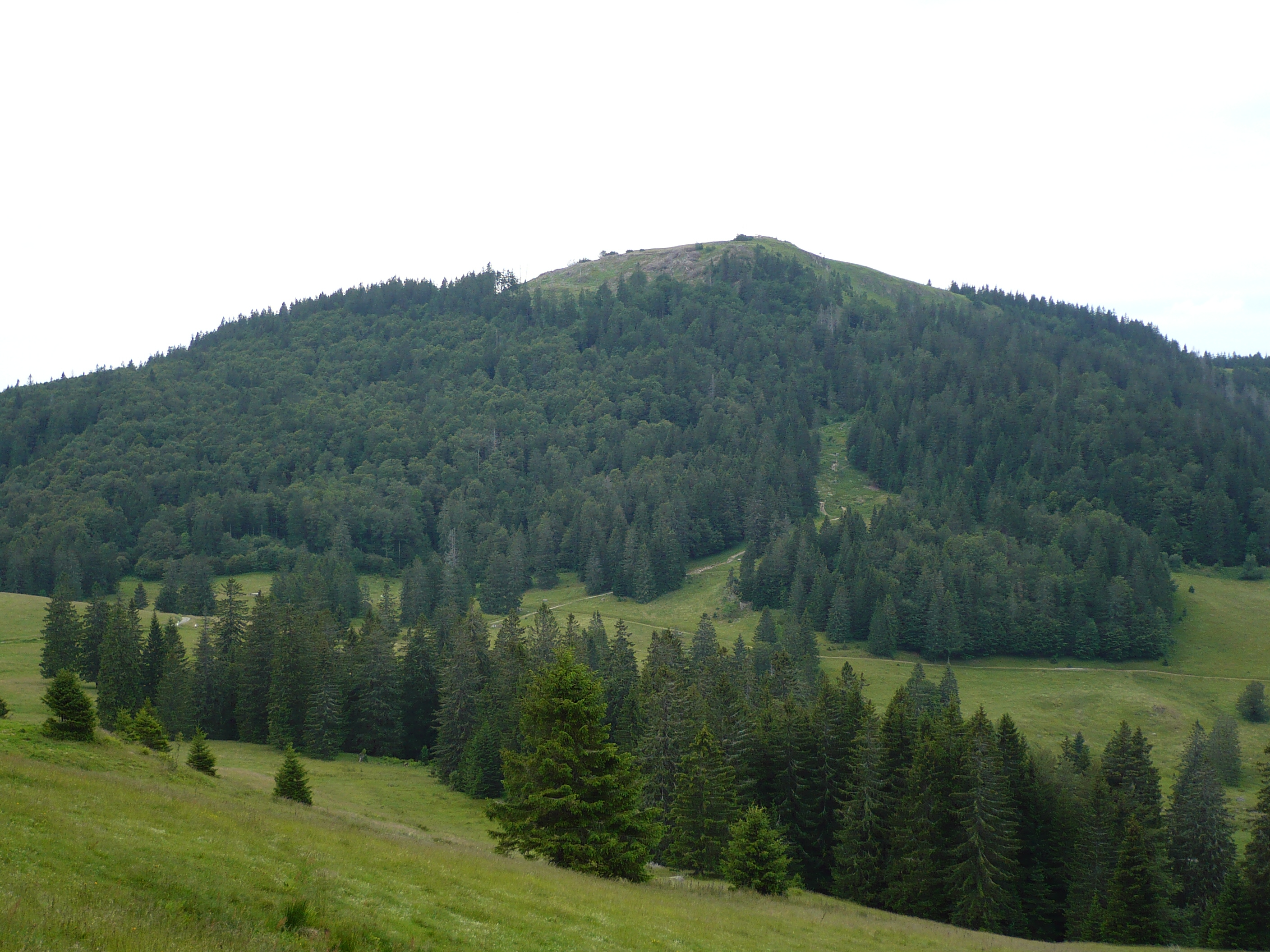
Widok na szczyt ze schroniska Krunkelbachhütte